# Fredericksburg (Iowa)
Fredericksburg ist eine Kleinstadt (mit dem Status „City“) im Chickasaw County im US-amerikanischen Bundesstaat Iowa. Das U.S. Census Bureau hat bei der Volkszählung 2020 eine Einwohnerzahl von 987 ermittelt.

## Geografie
Fredericksburg liegt im Nordosten Iowas am Plum Creek, der über den Wapsipinicon River zum Stromgebiet des Mississippi gehört. Die Stadt liegt 95 km westlich des Mississippi, der die Grenze Iowas zu Wisconsin und Illinois bildet. Die Grenze zu Minnesota verläuft rund 65 km nördlich von Fredericksburg.
Die geografischen Koordinaten von Fredericksburg sind 42°57′55″ nördlicher Breite und 92°11′59″ westlicher Länge. Die Stadt erstreckt sich über eine Fläche von 2,23 km² und verteilt sich über die Fredericksburg und die Dresden Township.
Nachbarorte von Fredericksburg sind Lawler (15,2 km nordnordöstlich), Waucoma (23,5 km nordöstlich), Hawkeye (23,3 km ostsüdöstlich), Sumner (21,9 km südöstlich), Tripoli (21,1 km südsüdwestlich), Frederika (18 km südwestlich), Nashua (28,7 km westlich) und New Hampton (19,9 km nordwestlich).
Die nächstgelegenen größeren Städte sind La Crosse in Wisconsin (151 km nordöstlich), Wisconsins Hauptstadt Madison (262 km östlich), Dubuque an der Schnittstelle der Staaten Iowa, Wisconsin und Illinois (163 km ostsüdöstlich), die Quad Cities in Iowa und Illinois (276 km südöstlich), Cedar Rapids (137 km südsüdöstlich), Waterloo (63,7 km südsüdwestlich), Iowas Hauptstadt Des Moines (244 km südwestlich), Rochester in Minnesota (137 km nordnordwestlich) und die Twin Cities in Minnesota (Minneapolis und Saint Paul) (272 km in der gleichen Richtung).

## Verkehr
Der U.S. Highway 18 führt in West-Ost-Richtung als Hauptstraße durch das Zentrum der Stadt. Alle weiteren Straßen sind untergeordnete Landstraßen, teils unbefestigte Fahrwege sowie innerörtliche Verbindungsstraßen.
Der nächste Flughafen ist der 64 km südsüdwestlich gelegene Waterloo Regional Airport, von wo aus durch Zubringerflüge mehrerer Fluggesellschaften Anschluss an die Großflughäfen Chicago O’Hare und Minneapolis-Saint Paul besteht.

## Bevölkerung
Nach der Volkszählung im Jahr 2010 lebten in Fredericksburg 931 Menschen in 427 Haushalten. Die Bevölkerungsdichte betrug 417,5 Einwohner pro Quadratkilometer. In den 427 Haushalten lebten statistisch je 2,18 Personen.
Ethnisch betrachtet setzte sich die Bevölkerung zusammen aus 96,1 Prozent Weißen, 0,2 Prozent Afroamerikanern, 0,2 Prozent amerikanischen Ureinwohnern, 0,1 Prozent (eine Person) Asiaten sowie 2,3 Prozent aus anderen ethnischen Gruppen; 1,1 Prozent stammten von zwei oder mehr Ethnien ab. Unabhängig von der ethnischen Zugehörigkeit waren 3,4 Prozent der Bevölkerung spanischer oder lateinamerikanischer Abstammung.
21,6 Prozent der Bevölkerung waren unter 18 Jahre alt, 56,1 Prozent waren zwischen 18 und 64 und 22,3 Prozent waren 65 Jahre oder älter. 49,8 Prozent der Bevölkerung waren weiblich.
Das mittlere jährliche Einkommen eines Haushalts lag bei 39.194 USD. Das Pro-Kopf-Einkommen betrug 21.124 USD. 12,9 Prozent der Einwohner lebten unterhalb der Armutsgrenze.